# 栃木市立栃木中央小学校
栃木市立栃木中央小学校（とちぎしりつ とちぎちゅうおうしょうがっこう）は、栃木県栃木市入舟町にある公立小学校。

## 沿革
出典
- 2010年（平成22年）4月1日 - 栃木市立栃木第一小学校と栃木第二小学校との統合により、栃木市立栃木中央小学校として開校。
- 2012年（平成24年）
  - 2月14日 - 新校舎（教室棟・特別教室棟・体育館）完成
  - 3月5日 - 新校舎に移転。
  - 11月17日 - 新校舎落成記念式典挙行。
- 2019年（令和元年）10月 - 創立10周年記念式典挙行。

## 教育目標
かしこく やさしく たくましく 地域とともに『たった一人しかない自分を たった一度しかない一生を 人間生まれてきたかいがないじゃないか』

## 通学区域
栃木地区の中央部に相当する地区が栃木中央小学校の学区となっている。学区域内には栃木町の蔵の街並みが広がるほか、近龍寺や定願寺、神明宮などの神社仏閣が集中する。
栃木市
- 万町[2]
- 倭町
- 旭町の一部
- 室町
- 日ノ出町
- 河合町

- 湊町
- 富士見町
- 境町
- 入舟町
- 祝町

- 柳橋町
- 錦町
- 本町
- 薗部町1丁目の一部
- 箱森町の一部

## アクセス
- 栃木市コミュニティバス『西回り』・『東回り』で、「藤沼酒店前」バス停下車後、徒歩。
- JR東日本両毛線・東武鉄道日光線栃木駅から、上述の栃木市コミュニティバスに乗車し、「藤沼酒店前」バス停下車後、徒歩。
- 東武鉄道宇都宮線・日光線新栃木駅から、上述の栃木市コミュニティバス停に乗車し、「藤沼酒店前」バス停下車後、徒歩。

## 周辺
- 県庁堀
- 栃木県立栃木高等学校 - 敷地が隣接
- 旧栃木町役場庁舎
- 栃木市立美術館
- 栃木市立文学館
- 野崎医院
- 栃木市市民交流センター
- 栃木市くらのまち保育園 - 進級前保育園のひとつ
- 中野病院
- 栃木市役所